# Кубок Балкан
Кубок Балкан — региональный футбольный турнир на уровне национальных сборных команд с Балканского полуострова. С разной периодичностью проводился с 1929 года по 1980 год.

## История
Первый розыгрыш кубка был организован в 1929 году между национальными сборными Болгарии, Греции, Румынии, Югославии и стал ответом на схожий турнир для стран Центральной Европы, который был учреждён двумя годами ранее. В течение двухлетнего цикла команды провели по два матча между собой, а победителем с заметным отрывом стала сборная Румынии, одержавшая 5 побед и только однажды уступившая.
Ещё до завершения первого розыгрыша соревнований в конце сентября в начале октября 1931 года в Софии между сборными Болгарии, Югославии и Турции был проведён второй турнир, признанный неофициальным.
Тем не менее, в таком же формате с 1932 по 1936 год были проведены пять следующих розыгрышей Балканского кубка с участием тех же четырёх команд, игравших в первом турнире и без Турции.
После завершения Второй мировой войны в 1946 году турнир был возобновлён. Новым участником стала команда Албании, заменившая Грецию. Именно албанцы в родных стенах и стали победителями первого послевоенного розыгрыша кубка.
В 1947 году к соревнованиям присоединилась очень сильная в то время сборная Венгрии, уверенно одержавшая победу. Через год новыми участниками кубка стали также сборные Чехословакии и Польши. Команды должны были сыграть по два матча между собой, но в итоге турнир был прерван. Разрыв между Иосипом Брозо Тито и Иосифом Сталином повлёк запрет на игры со сборной Югославии, сборных стран Восточного блока. На тот момент участники успели сыграть по 3-6 матчей, из запланированных 16. Лидером по набранным очкам была Венгрия, а по потерянным — Югославия. Розыгрыши турнира 1947 и 1948 годов часто носят название Балканский и Центральноевропейский чемпионат так как его новые участники территориально не расположены на Балканском полуострове.
Вновь соревнование за Балканский кубок было возобновлено только в 1973 году при участии Болгарии, Греции, Румынии, Турции и продолжалось до 1976 года. Последний на данный момент розыгрыш кубка был проведён в 1977—1980 годах, при участии тех же четырёх команд, а также сборной Югославии. В последнем розыгрыше кубка югославы добрались до финала, где уступили румынам.

## Победители и призёры
| Годы      | Призёры     | Призёры      | Призёры          | Призёры     | Призёры     | Призёры |
| Годы      | Победитель  | Второе место | Третье место     |             |             |         |
| --------- | ----------- | ------------ | ---------------- | ----------- | ----------- | ------- |
| 1929—1931 | Румыния     | Югославия    | Греция           |             |             |         |
| 1931      | Болгария    | Турция       | Югославия        |             |             |         |
| 1932      | Болгария    | Югославия    | Румыния          |             |             |         |
| 1933      | Румыния     | Югославия    | Болгария         |             |             |         |
| 1934—1935 | Югославия   | Греция       | Румыния          |             |             |         |
| 1935      | Югославия   | Болгария     | Греция           |             |             |         |
| 1936      | Румыния     | Болгария     | Греция           |             |             |         |
| 1946      | Албания     | Югославия    | Румыния          |             |             |         |
| 1947      | Венгрия     | Югославия    | Румыния          |             |             |         |
| 1948      | Не завершён | Не завершён  | Не завершён      | Не завершён | Не завершён |         |
| 1973—1976 | Болгария    | Румыния      | не разыгрывалось |             |             |         |
| 1977—1980 | Румыния     | Югославия    | не разыгрывалось |             |             |         |

## Лучшие бомбардиры
| 1929—1931 | 7 голов | Юлиу Бодола Рудольф Ветцер                              | Румыния                   |
| 1931      | 3 гола  | Ассен Панчев                                            | Болгария                  |
| 1932      | 5 голов | Александар Живкович                                     | Югославия                 |
| 1933      | 4 гола  | Георге Чолак Штефан Добай                               | Румыния                   |
| 1934—1935 | 3 гола  | Александар Тирнаныч Александр Томашевич                 | Югославия                 |
| 1935      | 5 голов | Любомир Ангелов                                         | Болгария                  |
| 1936      | 4 гола  | Шандор Шварц                                            | Румыния                   |
| 1946      | 2 гола  | Лоро Боричи Камиль Телити Николае Рейтер Божидар Сандич | Албания Румыния Югославия |
| 1947      | 5 голов | Ференц Деак                                             | Венгрия                   |
| 1948      | 8 голов | Ференц Пушкаш                                           | Венгрия                   |
| 1973—1976 | 4 гола  | Джемиль Туран                                           | Турция                    |
| 1977—1980 | 6 голов | Ангел Йорденеску                                        | Румыния                   |

## Титулы
| Сборная   | Победитель | Сезон                            |
| --------- | ---------- | -------------------------------- |
| Румыния   | 4          | 1929—1931, 1933, 1936, 1977—1980 |
| Болгария  | 3          | 1931, 1932, 1973—1976            |
| Югославия | 2          | 1934—1935, 1935                  |
| Албания   | 1          | 1946                             |
| Венгрия   | 1          | 1947                             |